# Helados holanda
Helados Holanda is een producent van consumptie-ijs in Mexico. In 1998 is het bedrijf overgenomen door Unilever. Helados Holanda is marktleider in Mexico, het fabriceert en verkoopt vooral ijsjes die in Nederland verkocht worden onder het merk Ola.

## Geschiedenis
Helados holanda is opgericht in 1927 toen Francisco Alatorre een kraam met consumptie-ijs begon Mexico-Stad. Wat later opende Alatorre, met de hulp van zijn zus Carmen, een ijssalon in dezelfde stad. Ook verkocht hij producten huis-aan-huis.
Na 1938 opende het bedrijf steeds meer ijssalons. In 1956 kwam er een moderne ijsfabriek. In 1982 was Helados Holanda als grootste ijsproducent van Mexico marktleider in dat land. De onderneming had toen een distributienetwerk met 10.000 diepvriezers.
Vanaf 1997 was Helados Holanda door samenwerking met Unilever in staat zich verder te profileren. Het produceerde en verkocht onder licentie de ijsjes Cornetto, Magnum, Solero en Vienetta in Mexico. Een jaar later verwierf Unilever alle aandelen in het bedrijf en werd zo volledig eigenaar.